# Amanuensis
Amanuensis (Plural: Amanuenses) ist eine veraltete Bezeichnung für einen Sekretär oder Schreibgehilfen eines Gelehrten. Der Begriff ist lateinischen Ursprungs (manus, ‚die Hand‘) und kann wörtlich als „Handarbeiter“ oder „Handlanger“ übersetzt werden.

## Etymologie
Mit Amanuensis wurde im antiken Rom ein Sklave bezeichnet, der in seinem Dienst seinem Herrn für manuelle Arbeiten „die Hand zu reichen“ hatte. Später wurde der Begriff speziell auf einen eng vertrauten Diener angewendet, oft ein Freigelassener, der seinem Herrn als persönlicher Sekretär diente.

## Amanuenses seit der Frühen Neuzeit

### Im akademischen Bereich
Im akademischen Bereich bezeichnete man mit Amanuensis einen Schreiber, der eine behinderte oder verletzte Person in einer schriftlichen Prüfung oder beim Erstellen schriftlicher Arbeiten unterstützte. Der Begriff wurde auch für wissenschaftliche Mitarbeiter in Bibliotheken, Archiven oder Museen verwendet sowie für Forschungsassistenten, die an einer eigenen wissenschaftlichen Arbeit schrieben. An Sternwarten war der Amanuensis der Gehilfe des Observators. In der Chemie oder Physik bezog sich der Begriff auf einen technisch geschulten Laborassistenten, der für die Vorbereitung von Versuchen, Experimenten und die Wartung der Instrumente verantwortlich war.
In Dänemark wurde der Titel von 1960 bis 1972 für Hilfsprofessuren geführt. In Norwegen wird mit dem Titel Amanuensis das Äquivalent zum US-amerikanischen Assistant Professor bezeichnet, während Førsteamanuensis (also „erster“ Amanuensis) das Äquivalent zum US-amerikanischen Associate Professor bezeichnet. Der Amanuensis kann also mit der Juniorprofessur und der Førsteamanuensis mit der W2-Professur in Deutschland verglichen werden.

### In anderen Bereichen
Im 19. und frühen 20. Jahrhunderts war Amanuensis die Berufsbezeichnung für männliche Sekretäre, die auf Schiffen oder in Eisenbahnen den Reisenden der höheren Beförderungsklassen für Dienstleistungen zur Verfügung standen. Im englischen Sprachgebiet verwendeten bisweilen Arbeitgeber die Bezeichnung für, meist ungelernte, Arbeiter am unteren Ende der Hierarchie, vgl. Faktotum und Famulus.

## Bedeutende Amanuenses
Während der Begriff seit dem frühen 20. Jahrhundert kaum noch verwendet wird, wurden in älteren Schriften die Sekretäre und engen Mitarbeiter von Wissenschaftlern und Gelehrten gewöhnlich so bezeichnet. Die Tätigkeit als Amanuensis war, neben der des Hauslehrers, seit der Frühen Neuzeit ein üblicher Berufsstart für junge Akademiker.
|                                    | Amanuensis                         | Lebensdaten             | im Dienst von:                         |
| ---------------------------------- | ---------------------------------- | ----------------------- | -------------------------------------- |
|                                    | Marcus Tullius Tiro                | 104 v. Chr. – 4 v. Chr. | Marcus Tullius Cicero                  |
|                                    | Tertius von Iconium                | 1. Jahrhundert          | Paulus von Tarsus                      |
|                                    | Johann Gramann                     | 1487–1541               | Johannes Eck, später von Martin Luther |
|                                    | Francesco Melzi                    | um 1491/92–um 1570      | Leonardo da Vinci                      |
|                                    | Karl von Utenhove der Ältere       | um 1500–1580            | Erasmus von Rotterdam                  |
| Veit Dietrich                      | Veit Dietrich                      | 1506–1549               | Martin Luther                          |
| Johannes Oporinus                  | Johannes Oporinus                  | 1507–1568               | Paracelsus                             |
| Thomas Hobbes                      | Thomas Hobbes                      | 1588–1679               | Francis Bacon                          |
|                                    | Johann Friedrich Hodann            | 1674–1745               | Gottfried Wilhelm Leibniz              |
|                                    | John Christopher Smith der Ältere  | 1683–1763               | Georg Friedrich Händel                 |
| John Christopher Smith der Jüngere | John Christopher Smith der Jüngere | 1712–1795               | Georg Friedrich Händel                 |
|                                    | Andreas Lamey                      | 1726–1802               | Johann Daniel Schöpflin                |
| Ehregott Andreas Wasianski         | Ehregott Andreas Wasianski         | 1755–1831               | Immanuel Kant                          |
| Friedrich Wilhelm Riemer           | Friedrich Wilhelm Riemer           | 1774–1845               | Johann Wolfgang von Goethe             |
| Michael Faraday                    | Michael Faraday                    | 1791–1867               | Humphry Davy                           |
|                                    | Georg Schulze                      | 1807–1866               | Jacob Grimm                            |
| Wilhelm Altmann                    | Wilhelm Altmann                    | 1862–1951               | Leopold von Ranke                      |
|                                    | Eugen Täubler                      | 1879–1953               | Theodor Mommsen                        |

## In der modernen Literatur
Im Thriller Hologrammatica von Tom Hillenbrand (2018 erschienen bei Kiepenheuer & Witsch) wird ein persönlicher digitaler Assistent (ähnlich dem Google Assistant) als Amanuensis bezeichnet. Seine Grundfunktionen sind die einer Suchmaschine, inkl. Bildrecherche, Hotelbuchungen, Terminverwaltung etc. Seine Fähigkeiten gehen jedoch noch weit darüber hinaus, da der Roman im Jahre 2088 spielt.